# Ghislain Cloquet
Ghislain Cloquet (Antuérpia, 18 de abril de 1924 — Montainville, 2 de novembro de 1981) foi um diretor de fotografia franco-belga. Venceu o Oscar de melhor fotografia na edição de 1981 por Tess, ao lado de Geoffrey Unsworth.